# White Rose Chess Club
White Rose Chess Club – angielski klub szachowy z siedzibą w Ilkley.

## Historia
W związku z brakiem klubu, który reprezentowałby Yorkshire w 4NCL, w 1998 roku Rupert Jones wspólnie z Angusem Dunningtonem założył White Rose Chess Club. W 1999 roku klub zadebiutował w Division 1. W inauguracyjnym sezonie w najwyższej lidze White Rose zajął siódme miejsce. W 2002 roku zespół spadł z Division 1, powrócił do niej w 2008 roku. W 2009 roku klub zadebiutował w Pucharze Europy, zajmując wówczas 46. miejsce. Do 2018 roku zespół corocznie występował w tych rozgrywkach, najlepiej kończąc je w 2012 (21. miejsce) i 2017 (23. miejsce) roku. W sezonie 2010/2011 klub zajął trzecie miejsce w mistrzostwach, powtórzył to osiągnięcie w sezonach 2011/2012, 2013/2014, 2017/2018 i 2019/2020. W 2023 roku White Rose zdobył wicemistrzostwo 4NCL, ulegając jedynie Manx Liberty. W 2024 roku po kilkuletniej przerwie klub powrócił do rozgrywek Pucharu Europy i został wówczas sklasyfikowany na 62. miejscu.
Zawodnikami klubu byli m.in.: Daniel Alsina Leal, Ketewan Arachamia-Grant, Keith Arkell, Dejan Bożkow, Johan-Sebastian Christiansen, Anya Corke, Ałeksandar Czołowiḱ, Nigel Davies, John Emms, Helgi Áss Grétarsson, Harriet Hunt, Gawain Jones, Harmen Jonkman, Colin McNab, Andreea Navrotescu, Tereza Olšarová, Vojtěch Plát, Jonathan Rowson, John Shaw, Christof Sielecki i Peter Wells.